# Slovenija na Svetovnem prvenstvu v hokeju na ledu 2017
Slovenija na Svetovnem prvenstvu v hokeju na ledu 2017, ki je potekalo med 5. in 21. majem 2017 v Parizu in Kölnu. Slovenska reprezentanca je s sedmimi porazi, od tega enem po kazenskih strelih, izpadla iz elitne divizije v divizijo D1A za Svetovno prvenstvo 2018.

## Tekme
| 6. maj 2017 | Švica | 5–4 KS | Slovenija | AccorHotels Arena, Paris |

| Poročilo tekme | Poročilo tekme | Poročilo tekme                     | Poročilo tekme | Poročilo tekme  |
| -------------- | --- | ---------------------------------- | --- | --------------- |
| Začetek: 12:15 | Ambühl (Suter) (PP) – 10:49 / Haas (Praplan, Genazzi) – 11:01 / Loeffel (Hollenstein, Praplan) – 16:59 / Bodenmann (Brunner, Richard) – 17:47 | (4–0, 0–1, 0–3) (P: 0–0) (KS: 1–0) | 38:31 – Muršak (Tavželj) (SH) / 45:50 – Jeglič (Sabolič, Kranjc) / 54:02 – Urbas (Ograjenšek, Pretnar) (PP2) / 55:23 – Sabolič (Tičar) (PP) | Gledalci: 4,922 |

| 7. maj 2017 | Slovenija | 2–7 | Kanada | AccorHotels Arena, Paris |

| Poročilo tekme | Poročilo tekme                                                           | Poročilo tekme  | Poročilo tekme | Poročilo tekme  |
| -------------- | ------------------------------------------------------------------------ | --------------- | --- | --------------- |
| Začetek: 12:15 | Muršak (Sabolič, Pretnar) – 35:44 / Urbas (Kranjc, Pretnar) (EA) – 57:55 | (0–3, 1–3, 1–1) | 04:30 – Barrie (Simmonds, Konecny) / 14:36 – MacKinnon (Skinner, Barrie) / 16:14 – Point (Konecny) / 24:44 – MacKinnon (Giroux, de Haan) / 25:43 – MacKinnon (Marner, Barrie) (PP) / 37:11 – Marner (Konecny) / 47:07 – Skinner (MacKinnon, Barrie) | Gledalci: 9,128 |

| 9. maj 2017 | Slovenija | 1–5 | Norveška | AccorHotels Arena, Paris |

| Poročilo tekme | Poročilo tekme                      | Poročilo tekme  | Poročilo tekme | Poročilo tekme  |
| -------------- | ----------------------------------- | --------------- | --- | --------------- |
| Začetek: 16:15 | Sabolič (Podlipnik, Vidmar) – 39:45 | (0–3, 1–1, 0–1) | 05:57 – M. Olimb (Thoresen, K. Olimb) / 14:35 – K. Olimb (Thoresen, Nørstebø) / 18:20 – Forsberg / 38:58 – Reichenberg (Holøs, Haugen) (PP) / 59:17 – Thoresen (K. Olimb, Bonsaksen) | Gledalci: 2,696 |

| 10. maj 2017 | Finska | 5–2 | Slovenija | AccorHotels Arena, Paris |

| Poročilo tekme | Poročilo tekme | Poročilo tekme  | Poročilo tekme                                      | Poročilo tekme  |
| -------------- | --- | --------------- | --------------------------------------------------- | --------------- |
| Začetek: 20:15 | Savinainen (Sallinen) – 24:06 / Rantanen (Savinainen, Aho) (PP) – 25:51 / Aho (Rantanen) – 49:30 / Hännikäinen (J. Lajunen) – 50:34 / Sallinen (Pyörälä, Järvinen) (ENG) – 59:15 | (0–1, 2–0, 3–1) | 14:21 – Kuralt (Pem) / 45:50 – Tičar (Sabolič) (PP) | Gledalci: 3,436 |

| 12. maj 2017 | Češka | 5–1 | Slovenija | AccorHotels Arena, Paris |

| Poročilo tekme | Poročilo tekme | Poročilo tekme  | Poročilo tekme                 | Poročilo tekme  |
| -------------- | --- | --------------- | ------------------------------ | --------------- |
| Začetek: 16:15 | Řepík (Kovář, Červenka) (PP) – 02:12 / Horák (Pastrňák, Voráček) (PP) – 08:20 / Horák (Gudas, Šimek) – 11:46 / Kempný (Vrána) – 22:09 / Červenka (Kovář) – 47:15 | (3–0, 1–0, 1–1) | 44:04 – Verlič (Muršak, Urbas) | Gledalci: 2,805 |

| 13. maj 2017 | Slovenija | 2–5 | Belorusija | AccorHotels Arena, Paris |

| Poročilo tekme | Poročilo tekme                                                              | Poročilo tekme  | Poročilo tekme | Poročilo tekme  |
| -------------- | --------------------------------------------------------------------------- | --------------- | --- | --------------- |
| Začetek: 16:15 | Jeglič (Verlič, Sabolič) (PP) – 16:52 / Rodman (Kovačević, Pretnar) – 19:15 | (2–1, 0–4, 0–0) | 13:12 – Pavlovič (Šinkevič, Linglet) / 20:29 – Koviršin (A. Kosticin, S. Kosticin) / 29:48 – Pavlovič (Šinkevič) / 38:05 – Šinkevič (Pavlovič, Linglet) / 39:43 – Stas (Stefanovič) (PP) | Gledalci: 7,158 |

| 15. maj 2017 | Francija | 4–1 | Slovenija | AccorHotels Arena, Paris |

| Poročilo tekme | Poročilo tekme | Poročilo tekme  | Poročilo tekme                        | Poročilo tekme   |
| -------------- | --- | --------------- | ------------------------------------- | ---------------- |
| Začetek: 20:15 | Roussel (Auvitu, S. Da Costa) (PP) – 28:20 / Auvitu (Bellemare, Roussel) – 31:08 / Roussel (Auvitu) (PP2) – 44:01 / Roussel (SH, ENG) – 58:30 | (0–0, 2–0, 2–1) | 44:25 – Muršak (Mušič, Pintarič) (SH) | Gledalci: 12,807 |